# Всеволожский, Андрей Алексеевич
Андрей Алексеевич Всеволожский (1723—1773) — русский государственный деятель, надворный советник, воевода Чебоксар (1765—1767), воевода Пензы и начальник Пензенской провинции (1767—1773).

## Биография
Из дворянского рода Всеволожских. Родился в 1723 году, сын офицера (в дальнейшем — генерал-майора) Алексея Степановича Всеволожского и его первой жены. В 1762 году, вместе со своими сводными братьями (сыновьями отца от второго брака с Марией Ивановной Овцыной) — Всеволодом и Сергеем, и братьями Орловыми активно содействовал дворцовому перевороту, который позволил Екатерине Второй занять всероссийский престол.
В 1765 году был назначен воеводой в Чебоксары, а в 1767 году — воеводой в Пензу. Вскоре началось Пугачёвское восстание, Пенза была занята отрядами пугачёвцев. Дальнейшие события А. С. Пушкин в «Истории Пугачёвского бунта» описывает так:

Между тем, Пугачев приближался к Пензе. Воевода Всеволожский несколько времени держал чернь в повиновении и дал время дворянам спастись. Пугачев явился перед городом. Жители вышли к нему навстречу с иконами и хлебом и пали пред ним на колени. Пугачев въехал в Пензу. Всеволожский, оставленный городским войском, заперся в своем доме с двенадцатью дворянами и решился защищаться. Дом был зажжен; храбрый Всеволожский погиб со своими товарищами; казенные и дворянские дома были ограблены. Пугачев посадил в воеводы господского мужика и пошел к Саратову.
— А. С. Пушкин, «История Пугачёвского бунта»
В ЭСБЕ те же события описаны более кратко:

Андрей Алексеевич Всеволожский был воеводой в Пензе и сгорел в своем доме, защищаясь от Пугачёва.
— Всеволожские // Энциклопедический словарь Брокгауза и Ефрона : в 86 т. (82 т. и 4 доп.). — СПб., 1890—1907.
Однако очевидец событий, надворный советник Ефим Петрович Чемесов (1735—1801), губернский предводитель пензенского дворянства с 1784 по 1787 год, в своих «Записках для памяти» описал это событие по другому:

1774 году июля месяца 28 дня, воевода Всеволожский, товарищ Гуляев, и два штатных офицеров уехали из города, для спасения своего, и пойманы в селе Скачках, расстоянием от Пензы в 60 верстах, и там злодейской командой в доме господском все сожжены.

От брака с Марией Ивановной Нечаевой, А. А. Всеволожский имел пятерых детей: троих сыновей и двоих дочерей, которых в день трагических событий спас верный слуга. Младшим из его сыновей был Всеволод Андреевич Всеволожский (1769—1836) — статский советник, камергер и богатейший предприниматель.
А. А. Всеволожский был крупным землевладельцем: в окрестностях Керенска ему принадлежало большое поместье Серго-Поливаново и до 2000 душ крепостных крестьян.
Наследство Андрея Алексеевича Всеволожского было поделено между его малолетними детьми. Николаю отошло имение у деревни Воейковка близ Пензы на левом берегу одноимённой реки, Алексею — дом в Пензе, Елизавете — земли в Нижегородской и Казанской губерниях, а Всеволоду досталось большое, зажиточное село Чилим (Никольское) с окрестными деревнями на оживлённом тракте из Буинска в Алатырь в Казанской губернии.